# В добрый путь
«В добрый путь» — советский фильм 1973 года, снятый на киностудии «Грузия-фильм» режиссёром Мерабом Кокочашвили по повести Нодара Думбадзе «Не беспокойся, мама!».

## Сюжет
Лирическая лента, героем которой стал молодой солдат пограничных войск. Вместе с ним мы пройдём сквозь обыкновенные и  
напряженные армейские будни, сквозь светлые и драматические воспоминания детства, первую хрупкую влюблённость, горечь первых разочарований и настоящих утрат. В раздумьях молодого героя о жизни, о небольшом ещё собственном опыте, о вечных проблемах бытия, открывается постепенное нравственное возмужание человека, который стремится быть полезным людям.
— Советский экран, 1974
На далёкой пограничной заставе проходит срочную службу юный Автандил Джакели, простой грузинский парень. Часто ему вспоминается детство, родители, которые погибли в автомобильной катастрофе, родные места в Грузии. Его мысли занимает девушка Дадуна, и «друзья», оставшиеся «на гражданке», которых он сравнивает с настоящими друзьями, обретёнными на службе. Во время преследования нарушителя границы погибает его товарищ Петро Щербина, добрый и надёжный друг, как оказывается такой же сирота — только тогда обнаруживается, что его тёплые письма были к несуществующей матери… Во время пожара в близлежащем к заставе селе Автандил самоотверженно помогает жителям. Два года проходят, и товарищи провожают его на «дембель» — домой.

## В ролях
- Гия Иашвили — Автандил Джакели
- Сандро Эристави — маленький Джако
- Нани Чиквинидзе — мать
- Васо Амашукели — дядя Вано, фронтовик
- Нана Кавтарадзе — Фериде
- Мая Пипинашвили — Дадуна
- Гоги Шенгелия — Чхартишвили, майор
- Слава Степаненко — Петро Щербина
- В. Рамоев — Або
- Р. Мампория — Мевнуне
- В. Плугатыр — Пархоменко
- Ю. Сорокин — Зудов
- Резо Чейшвили — писатель